# 卢旺达问题国际刑事法庭
卢旺达问题国际刑事法庭（英語：International Criminal Tribunal for Rwanda, ICTR），简称卢旺达刑庭，是一個於1994年11月由聯合國安全理事會以第955號決議所成立的國際法庭。该法庭的設立是為了要審理1994年1月1日至1994年12月31日盧安達大屠殺這段期間於盧旺達境內從事種族滅絕和其他嚴重違反國際人道主義行為之人以及於這一段期間於鄰國境內從事種族滅絕和其他這類違法行為的盧旺達公民。
1995年時，依據第977號決議，盧安達國際刑事法庭設置於坦尚尼亞的阿魯沙。（從2006年以後，阿魯沙也成為非洲人權與民族權利法院的所在地。）1998年時，該法庭的運作期間經由第1165號決議獲得延展。其後透過數號決議，聯合國安理會要求該法庭至遲必須於2004年完成所有的調查，於2008年完成所有的審判活動，並於2012年完成所有該法庭所必須要完成的工作。
卢旺达刑庭審理的範圍為種族滅絕、危害人類罪以及戰爭罪這些被定義為違反《1949年日内瓦公约》及其第二附加議定書的罪行。
據《卢旺达问题国际法庭完成工作战略》指出，卢旺达刑庭應在2004年底完成调查，在2008年底完成所有一审工作，并在2010年完成全部工作的目标。至2009年，卢旺达刑庭已經完成了對於其中50個人的審理程序，並且將其中被控訴的29人予以定罪。另外還有11個人的審理程序正在進行當中，14個人已被拘留並等候審理；不過檢察官有意將其中的5個人移送至盧安達國內法庭審理。其他尚有13個人沒有被拘留，某些嫌犯則已經死亡。2010年，安理會通过第1966号决议，要求盧旺達刑庭於2014年12月31日前完成剩余工作，为关闭法庭做准备并确保顺利过渡到将于2012年7月1日开始运作的国际刑事法庭余留机制。2015年12月14日，在提交最后一份判决后，盧旺達刑庭完成了法庭工作，并于同年12月31日关闭。截至法庭关闭时，共对93人进行起诉，其中62人被定罪，14人无罪释放，10人（含在逃）转至卢旺达国内法庭审判，3人（在逃嫌犯）转至余留机制审判，2人在宣判前死亡，2人遭撤诉。

## 強姦案件
在關於Jean-Paul Akayesu的審判中，法庭創立了一個判決先例，其認為強姦也是屬於大屠殺罪行的一種。「...審判庭發現，在大部分發生於塔巴的圖西族婦女強姦案件中，通常會伴隨著殺害那些被強姦之婦女的意圖。...基於此種認識，審判庭認為強姦行為以及性暴力行為，和其他施加於圖西族之嚴重身心傷害是相同的，這些行為都反映出一種決心，也就是即便在殺害那些圖西族婦女前，都要殘害那些婦女，並使他們飽受遭到殘害的痛苦。這些行為都是意圖藉由使其成員遭受到嚴重的苦難來摧毀圖西族。」
兼任庭長的法官Navanethem Pillay於該案判決後表示：「自古以來，強姦一直都被視為戰爭後的戰利品，如今，這種行為將被認為是一種戰爭罪行。我們希望能夠發出一個訊息，亦即，強姦將不再是戰爭過後的戰利品之一。」

## 煽動仇恨的媒體
就「煽動仇恨的媒體」之審理開始於2000年10月23日。檢察官控訴某些媒體涉嫌於1994年時鼓勵煽動大屠殺。
2003年8月19日，位於阿魯沙的審判庭被請求判處Ferdinand Nahimana以及讓·博斯科·巴拉亞格維扎（Jean Bosco Barayagwiza）終身監禁，他們兩個是因為千丘自由廣播電台（Radio Télévision Libre des Mille Collines）而遭到起訴，另外，Hassan Ngeze，亦因身為Kangur報紙的老闆和編輯而受到控訴，請求判處終身監禁。他們被控在1994年大屠殺期間以及之前，涉嫌煽動大屠殺，觸犯了危害人類罪。2003年12月3日，法院認定這三個人皆有罪，並且判處Nahimana和Ngeze終身監禁，巴拉亞格維扎必須服35年有期徒刑。2007年9月28日，上訴分庭接受了這三個人對於判決的上訴，並且將他們的刑期減低為Nahimana須服30年有期徒刑、巴拉亞格維扎須服32年有期徒刑、Ngeze須服35年有期徒刑。
然而，檢察機關卻未將Radio Muhabura的創立人、贊助者或任何相關人士加以起訴，這是一間被盧安達愛國陣線於1990年到1994年期間用來發送該組織相關訊息的廣播公司。

## 法庭配置
盧安達國際刑事法庭總共分成4個審判分庭。其中3個審判分庭負責初審，另外1個則是負責上訴審。其中，常任法官共有16人，審案法官則有9人，總共有25名法官。

### 第一審判分庭
| #   | 姓名                      | 國籍       | 職位             |
| --- | ------------------------- | ---------- | ---------------- |
| 5.  | Erik Møse                 | 挪威       | 庭長             |
| 13. | Bakhtiyar R.Tuzmukhamedov | 俄羅斯     | 法官             |
| 23. | Joseph Masanche           | 坦尚尼亞   | 法官（審案法官） |
| 24. | Mparany Rajohnson         | 馬達加斯加 | 法官（審案法官） |

### 第二審判分庭
| #   | 姓名                        | 國籍       | 職位             |
| --- | --------------------------- | ---------- | ---------------- |
| 4.  | William Sekule              | 坦尚尼亞   | 庭長             |
| 12. | Arlette Ramaroson           | 馬達加斯加 | 法官             |
| 14. | Joseph Asoka Nihal De Silva | 斯里蘭卡   | 法官             |
| 15. | Solomy Balungi Bossa        | 烏干達     | 法官（審案法官） |
| 16. | Lee Gacugia Muthoga         | 肯亞       | 法官（審案法官） |
| 18. | Emile Francis Short         | 迦納       | 法官（審案法官） |
| 19. | Taghrid Hikmet              | 約旦       | 法官（審案法官） |
| 20. | Seon Ki Park                | 南韓       | 法官（審案法官） |

### 第三審判分庭
| #   | 姓名                | 國籍                 | 職位                |
| --- | ------------------- | -------------------- | ------------------- |
| 2.  | Khalida Rachid Khan | 巴基斯坦             | 庭長（ICTR 副院長） |
| 1.  | Dennis Byron        | 聖克里斯多福及尼維斯 | 法官 （ICTR 院長）  |
| 17. | Florence Rita Arrey | 喀麥隆               | 法官（審案法官）    |
| 21. | Gberdao Gustave Kam | 布吉納法索           | 法官（審案法官）    |
| 22. | Vagn Joensen        | 丹麥                 | 法官（審案法官）    |
| 22. | Aydin Akay          | 土耳其               | 法官（審案法官）    |

### 上訴分庭
| #   | 姓名             | 國籍           | 職位 |
| --- | ---------------- | -------------- | ---- |
| 3.  | Patrick Robinson | 牙買加         | 庭長 |
| 10. | Theodor Meron    | 美國           | 法官 |
| 7.  | Fausto Pocar     | 義大利         | 法官 |
| 8.  | 劉大群           | 中華人民共和國 | 法官 |
| 7.  | Mehmet Güney     | 土耳其         | 法官 |
| 11. | Carmel Agius     | 馬爾他         | 法官 |
| 9.  | Andrésia Vaz     | 塞內加爾       | 法官 |

## 檢察機構
關於盧安達國際刑事法庭的檢察機構總共分成兩部分：
- 「偵查部分」負責蒐集和調查於1994年期間在盧安達個人所可能涉及到該法院所管轄之罪的證據。
- 「控訴部分」則是負責所有案件在法庭上的攻防。

甘比亞的Hassan Bubacar Jallow為盧安達國際刑事法庭之現任檢察官。其於1994年到1984年間為甘比亞司法部的首席檢察官（Attorney-General），之後於1998年到2002年間為甘比亞最高法院的法官之一，其於2003年9月15日被聯合國安理會指派為盧安達國際刑事法庭之檢察官，用以取代卡拉‧德爾龐特（Carla Del Ponte）。

## 書記官處
書記官處負責整個盧安達國際刑事法庭的行政和管理工作，同時也負責其他依據審判庭的證據與程序規則所指派的法律工作，另外，書記官處也是審判庭間的溝通管道。
書記官處以書記官長為首，其代表著聯合國秘書長。現任的書記官長為塞內加爾的阿達馬‧迪昂（Adama Dieng），其從2001年3月起被任命為盧安達國際刑事法庭之書記官長。